# Villa Germania
Villa Germania es uno de los centros poblados del municipio colombiano de Valledupar, ubicado en su zona suroccidental junto al corregimiento de Mariangola, entre el piedemonte de la Sierra Nevada de Santa Marta y el valle del río Cesar, en el departamento del Cesar.

## Geografía
Limita hacia el norte con el municipio de Pueblo Bello; hacia el occidente limita con el municipio de El Copey; Al oriente limita con el corregimiento de Mariangola; al sur con el corregimiento de Mariangola y al suroccidente con el centro poblado Caracolí.
El centro poblado también hace parte de la cuenca del río Cesar. El territorio es bañado por Los principales los ríos Garupal, Las Lajas, El Diluvio y Santa Tirsa.
La mayor parte del territorio es de tipo sabana con bosque tropical. Durante las épocas de sequía o verano la región es propensa a incendios forestales.

## Historia
Durante la época precolombina, la región que actualmente conforma el centro poblado Villa Germania, fue dominada por los indígenas de la etnia Chimila. Con la llegada de los colonizadores españoles a la región a mediados del siglo XVI, la zona fue convertida en fincas o sabanas comunales para el pastoreo de ganado. Los indígenas fueron diezmados o desplazados hacia las estribaciones de la Sierra Nevada de Santa Marta.
El asentamiento fue inicialmente fundado con el nombre de "El Gobernador" en 1962. La finca era propiedad de Manuel Germán Cuello Gutiérrez y donó el terreno de 15 hectáreas a los campesinos. Los campesinos le cambiaron el nombre a Villa Germania en honor a Manuel Germán.
Fue elevado a centro poblado tras el Acuerdo Municipal 005 de la alcaldía y Concejo de Valledupar del 11 de agosto de 1980.
Durante la década de 1960 se dio la bonanza de los cultivos de algodón en la región, también de los cultivos de arroz. La región fue afectada profundamente por la crisis que afectó al sector algodonero a principios de la década de 1980. Muchos campesinos se vieron sin empleo y varios agricultores entraron en quiebra. La crisis económica dio paso a las incursiones de las guerrillas comunistas de las FARC y el ELN. Las FARC hicieron presencia en Villa Germania con los frentes 19, 41 y 59, mientras que el ELN operaba el frente 6 de diciembre.
Las guerrillas impusieron un régimen de terror en la zona, reclutando forzosamente a muchos campesinos, incluso menores, amenazando, extorsionando, secuestrando y robando a los civiles. También saboateaban los procesos de elección popular, asesinado o amenazando a candidatos. Se presentaron esporádicos combates con el Ejército Nacional de Colombia. 
Como respuesta al embate de las guerrillas, a mediados de la década de 1990 surgieron grupos paramilitares de las Autodefensas Unidas de Colombia (AUC) que conformaron en la zona el Bloque Norte, bajo el mando de Rodrigo Tovar Pupo, alias 'Jorge 40' y sus lugartenientes alias 'Centella', David Hernández Rojas alias '39' y '38'. Numerosas masacres y desplazamientos se dieron en la región, incluyendo en Villa Germania donde escuadrones paramilitares llegaban y asesinaban para amedrentar a la población y prevenir cualquier colaboración con las guerrillas. Las regiones que comprende el corregimiento de Mariangola y los centros poblados de Caracolí y Villa Germania, fue considerada zona estratégica tanto por guerrillas, paramilitares y narcotraficantes para controlar las rutas de personas, armas y drogas entre la Sierra Nevada de Santa Marta y la Serranía del Perijá, en el valle del río Cesar.
El corregimiento de Mariangola y los centros poblados de Caracolí y Villa Germania, fueron blanco de incursiones paramilitares, que a su paso dejaban desaparecidos, muertos, desplazados, amenazados y mujeres violadas sexualmente. Entre los años 1999 y 2000, unas 300 familias de la etnia indígena kankuama fueron desplazadas de sus pueblos tradicionales en Atánquez, La Mina, Chemesquemena y Guatapurí por amenazas de los paramilitares. Algunos indígenas buscaron refugio en partes altas de la Sierra Nevada, otros se asentaron en Valledupar, Mariangola, Villa Germania, Bogotá e incluso Venezuela.
Tras la desmobilización de los paramilitares de las AUC a mediados de la década de 2000, los pobladores han estado regresando paulatinamente, también reclamando tierras los que fueron usurpados.
Durante la presidencia de Álvaro Uribe Vélez fue fundada una población de la etnia Arhuaca cerca a Villa Germania; Seykun, fuera del territorio de la Reserva Indígena de la Sierra Nevada.

### Veredas
Villa Germania tiene bajo su área de influencia las siguientes veredas.
- Montecristo Abajo
- Santa Tirsa
- San Martín Abajo
- Monte de Oro
- Oceanía
- Marquetalia
- Las Mercedes
- Los Palmitos,
- San Jorge
- Canta Rana
- Tierras Nuevas
- las Mercedes
- San Martín Arriba
- El Oasis

## Economía
La economía de Villa Germania se basa en la ganadería, la agricultura. Se cultiva café, cacao, maíz, fríjol y plátano.

## Educación
Villa Germania tiene nueve instituciones educativas; Centro Agropecuario Educativo Villa Germanía que está en el centro poblado y otras siete están en zona veredal; Escuela Mixta Las Mercedes, Escuela Mixta Monte Cristo Abajo, Escuela Mixta los Jardines, Escuela Mixta las Gallinetas, Escuela Mixta el Descanso, Escuela Mixta Tierra Nueva, Escuela Mixta Canta Rana.

## Cultura
Los habitantes de Villa Germania celebran la fiesta de la Virgen del Carmen, que se celebra a mediados de julio y el festival del café.
La mayoría de los habitantes pertenecen a la Iglesia católica y asisten a la capilla de Nuestra Señora del Carmen.

## Transporte
El centro poblado tiene una vía terciaria Mariangola-Villa Germania, trocha  que conecta con la carretera de la Ruta Nacional 80, vía Valledupar-Bosconia.